# Alergie

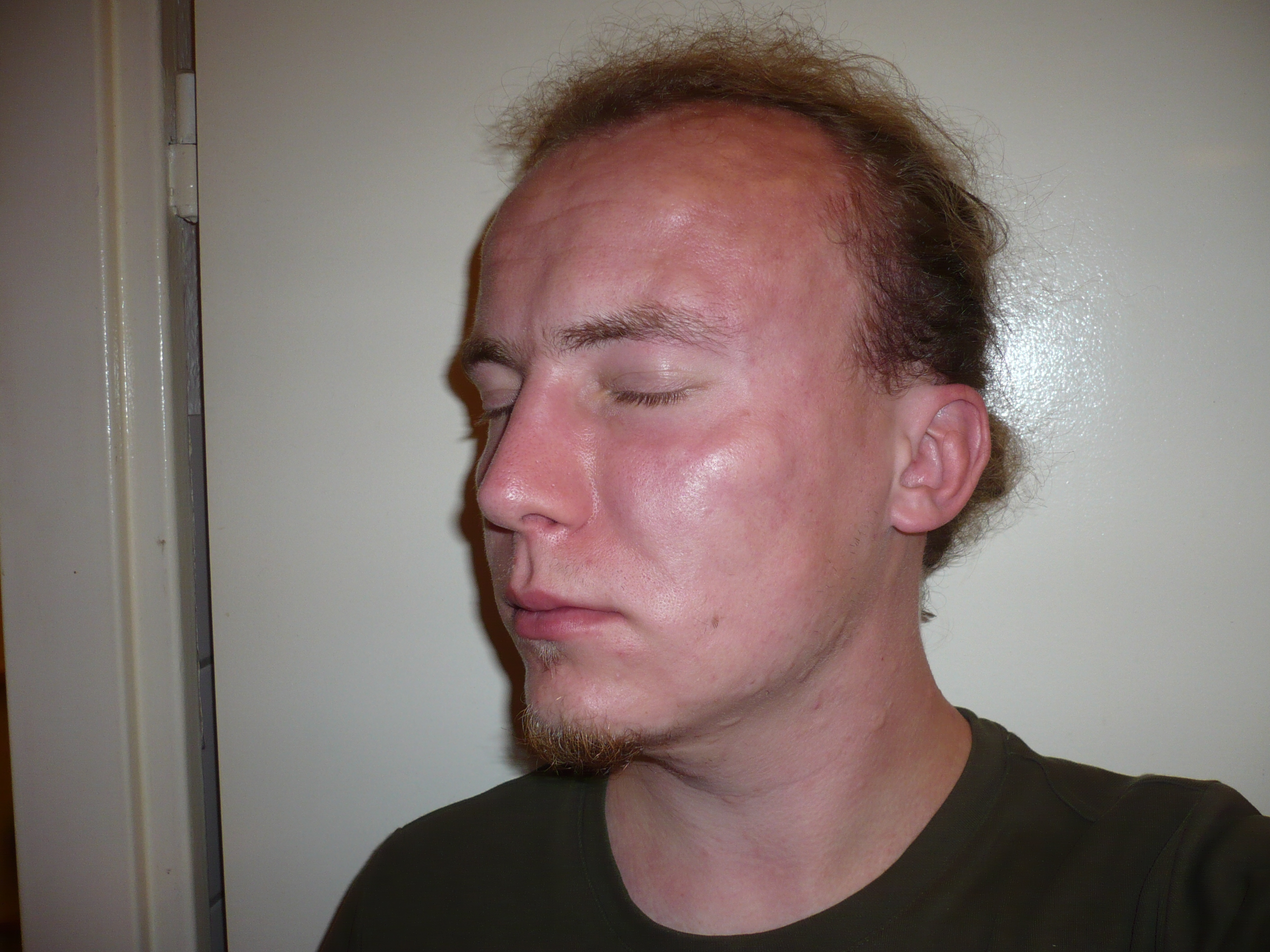
Angioedém – příklad alergické reakce

Alergie je přehnaná, nepřiměřená reakce imunitního systému organismu na látky, se kterými se běžně setkáváme v našem prostředí. Je způsobena nesprávnou aktivací protilátek ze skupiny imunoglobulinu E (IgE) vlivem daného alergenu. Spektrum projevů alergických reakcí je velmi široké, od banální rýmy až po anafylaktický šok, který může končit i smrtí.
Slovo „alergie“ vytvořili lékaři Clemens von Pirquet a Béla Schick v roce 1906. Zaznamenali, že někteří pacienti jsou přecitlivělí na běžně neškodné látky, jako jsou prach, pyl nebo některé potraviny. Tento fenomén nazvali alergií podle řeckých slov allos (jiný nebo změněný stav) a ergon (práce, reakce, reaktivita). Věda, která zkoumá alergie, se nazývá alergologie.

## Projevy a symptomy
Alergie je bouřlivá lokální nebo systémová reakce na alergeny. Lokálními symptomy mohou být:
- zduření nosní sliznice (alergická rýma);
- zarudnutí, svědění, otoky očí (alergický zánět spojivek);
- zúžení průdušnice, průdušek, dušnost a dechová nedostatečnost, někdy doslova astmatický záchvat;
- pocit zaplnění až bolesti v uších, zhoršení sluchu vlivem neprůchodné Eustachovy trubice;
- ekzém, vyrážka (kopřivka) a další kožní reakce;
- řídce i bolesti hlavy.

Systémová alergická reakce se nazývá anafylaxe. V závislosti na míře závažnosti může vyvolat kožní reakce, zúžení průdušek, otok, snížení krevního tlaku a dokonce smrt. Takový život ohrožující stav se nazývá anafylaktický šok.
Takzvaná senná rýma je jedním z příkladů běžné slabé alergie – velká část populace trpí symptomy senné rýmy, je-li vystavena působení pylu obsaženému ve vzduchu. Astmatici jsou často alergičtí na prach a roztoče. Kromě alergenů pocházejících z okolního prostředí mohou být alergické reakce vyvolány i některými léky.

## Atopie

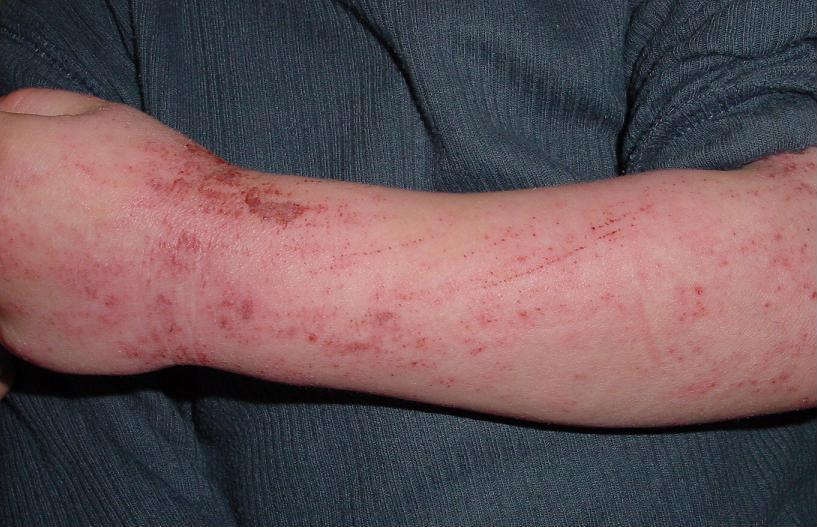
Atopická dermatitida

Atopie je dědičně založený sklon k alergii, má proto zřetelný rodinný výskyt. Typickými projevy atopie jsou atopický ekzém (atopická dermatitida), pylová alergie (alergická rýma a alergický zánět spojivek) a alergické astma. Atopici mají vrozenou schopnost tvořit ve zvýšeném množství protilátky ve třídě IgE (imunoglobulin E). Tyto IgE protilátky reagují na alergeny zevního prostředí (pyly, plísně, roztoče atd.).

## Dědičnost
U dítěte, jehož jeden rodič trpí alergií, je riziko vzniku alergického onemocnění 30 %. Jsou-li alergiky oba rodiče, zvyšuje se riziko na 60 %. Může se však stát, že dědičný základ „přeskočí“ jednu generaci.

## Příčiny
Rostoucí znečištění prostředí (a potravin) vede k růstu alergických reakcí. Expozice toxinům v prostředí vede k alergii. Jisté druhy znečištění ovzduší jsou spojeny s alergií či astmatem. Metaanalýza z roku 2022 ukázala vliv pesticidů na astma, ale nemohla prokázat jejich vliv na alergii z nedostatku výchozích studií, byť průměrné riziko alergie bylo zvýšeno.

## Prevence
Konzumace některých potravin v průběhu těhotenství může vést k ekzémům (celer, citrusy, syrové papriky, margarín, rostlinný olej); naopak prevencí může být vysoký příjem zinku, selenu a antioxidantů. Astma, alergie i ekzémy může u dětí spustit i kouření během těhotenství.
Prevencí alergie na prachové roztoče může být i používání bariérové textilie, ať už chemicky ošetřené, textilie se zhustěnou tkaninou nebo nanovlákenné lůžkoviny, které zabraňují pronikání roztočů a alergenů do lůžkovin a jejich kumulaci.
Podle "hygienické hypotézy"  je nárůst alergií způsoben nedostatečným vystavením se  infekčním činitelům, symbiotickým mikroorganismům (např. střevní flóře nebo probiotikům) a parazitům v raném dětství. Utlumením vývoje imunitního systému se  zvyšuje náchylnost k alergickým onemocněním. Vystavení antibiotikům může také způsobit alergickou náchylnost.

## Pseudoalergie
Příznaky rýmy, astmatu, kopřivek, otoků nemusí mít vždy alergický původ. Není tu zřejmá dědičná dispozice, netvoří se ve zvýšené míře protilátky IgE, původ těchto projevů je mimo imunitní systém. Může být způsobena změnami v metabolismu histaminu.

## Odkazy

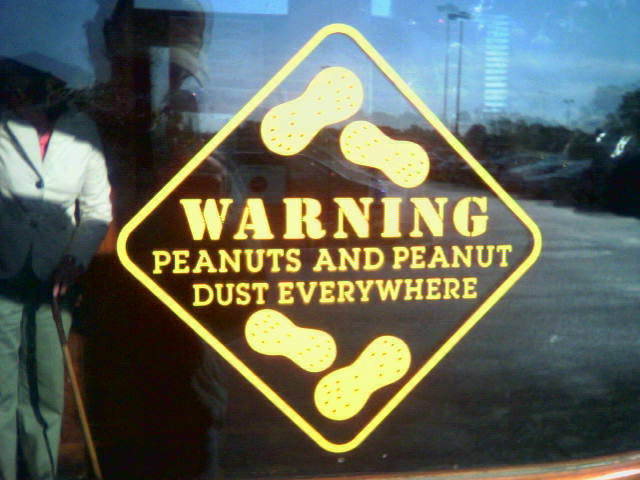
Varování pro osoby alergické na arašídy

## Pylová informační služba
Tak jako ve většině evropských zemí existuje pylová informační služba (PIS) vycházející z fenologie, která sleduje obsah pylů, případně jiných biologických objektů v ovzduší, tak i v ČR je možné sledovat výskyt pylů v ovzduší a být informován v týdenních předpovědích e-mailovým pylovým zpravodajem, nebo pomocí SMS. V daném období se zvýšenou koncentrací pylových zrn ve vzduchu je třeba dbát daných doporučení. V pylové sezóně se například v Japonsku používají i respirátory. Koncentrace pylových zrn totiž může dosáhnout v jistých oblastech i desítek tisíc na metr krychlový. Běžná maxima se však pohybují v jednotkách tisíců zrn na metr krychlový.